# METRORail
METRORail es el sistema del tren ligero de Houston. La Autoridad Metropolitana de Tránsito del Condado de Harris (METRO) gestiona METRORail. METRORail tiene tres líneas.
- La Línea Roja sirve el Texas Medical Center, Midtown Houston, y Downtown Houston. METRO construirá la línea del East End, Houston.[1]
- La Línea Verde
- La Línea Morada

Hoy en día, el número de usuarios promedio diario es de 34.155 pasajeros durante los días de semana. Registros notables en la cantidad de pasajeros se han producido en las siguientes fechas:
- 1 de febrero de 2004: 64.005 pasajeros se montaron en el metro al Super Bowl XXXVIII
- 23 de febrero de 2004: 54.193 pasajeros fueron registrados, el mayor día de la semana en el momento
- 27 de febrero de 2007: 56.388 pasajeros se registraron el día de la Houston Livestock Show and Rodeo